# Egzarchat apostolski św. Cyryla i Metodego w Toronto

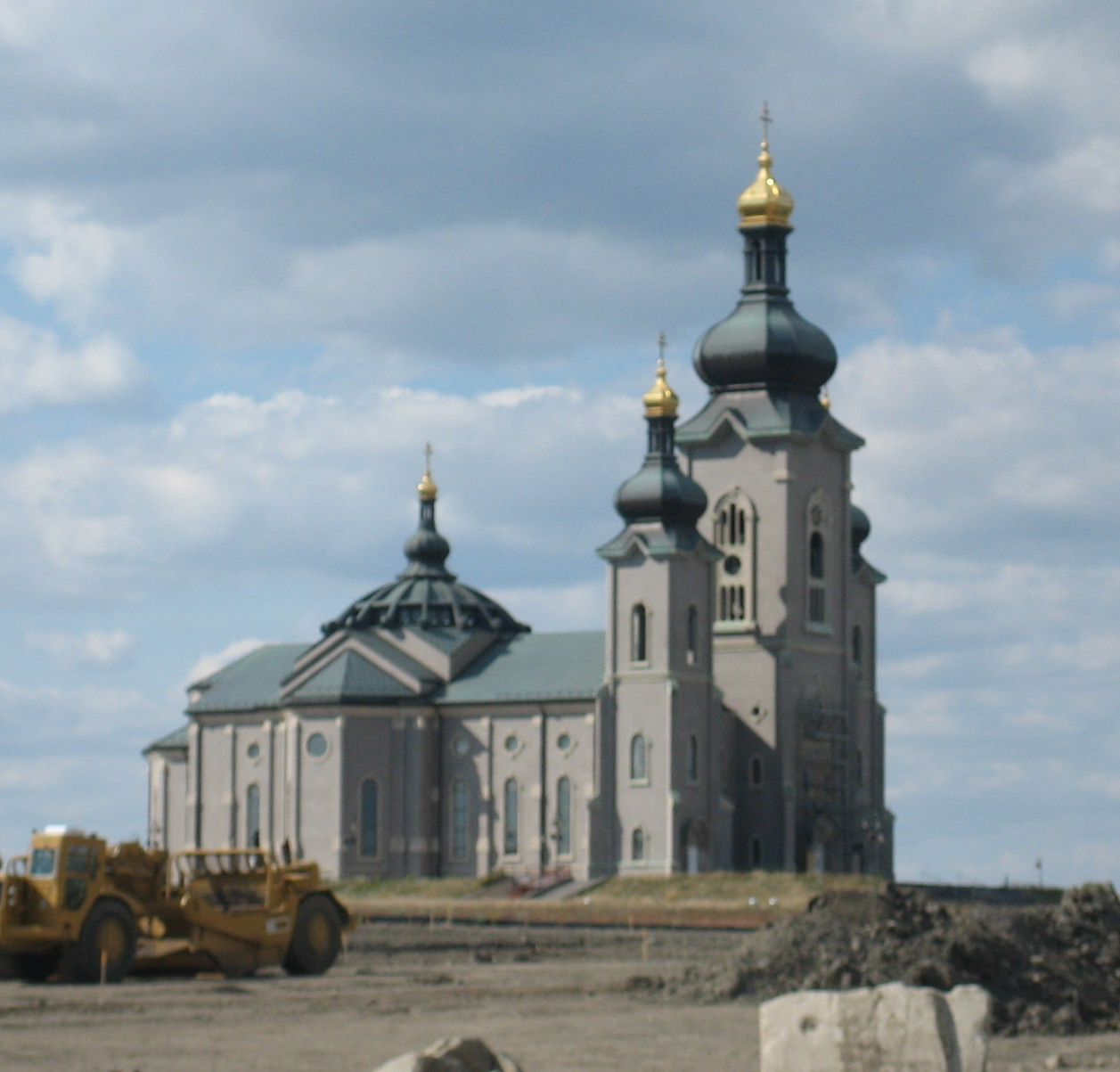
dawna katedra diecezjalna

Egzarchat apostolski św. Cyryla i Metodego w Toronto (sk. Exarchát svätých Cyrila a Metoda v Toronte, łac. Sanctorum Cyrilli et Methodii Torontini Slovachorum ritus Byzantini) – egzarchat Kościoła katolickiego obrządku bizantyjsko-rusińskiego z siedzibą w Toronto, obejmujący słowackie parafie rytu bizantyjskiego w Kanadzie.
Eparchia została założona 13 października 1980 przez papieża Jana Pawła II. Nowa eparchia objęła słowackich grekokatolików, którzy byli obsługiwani przez ukraińską cerkiew greckokatolicką, podległą Stolicy Apostolskiej. Pierwszym eparchą został mianowany Michael Rusnak C.Ss.R (panujący od 1980 do 1996, zmarły w 2003).
3 marca 2022 papież Franciszek zdegradował eparchię do rangi egzarchatu apostolskiego i zmienił jej przynależność z Kościoła katolickiego obrządku bizantyjsko-słowackiego na Kościół katolicki obrządku bizantyjsko-rusińskiego.

## Egzarchowie

### Administrator apostolskisede vacante
- bp Kurt Burnette – od 2020

### Eparcha senior
- bp Marián Andrej Pacák – eparcha w latach 2018–2020, senior od 2020